# Orange (Connecticut)
Orange è un comune degli Stati Uniti d'America, nella contea di New Haven, nello Stato del Connecticut. La popolazione, secondo il censimento del 2010, era di 13 956 abitanti.
Geograficamente si trova a pochi chilometri dal Long Island Sound.
È attraversata dalla Interstate 95, l'autostrada che attraversa tutta la costa orientale degli Stati Uniti. Per questo si trova a circa 2 ore da New York e 3 ore da Boston.

## Curiosità
Nella città di Orange vive il cantautore italo-americano John Ciambriello.